# Chrysocharis pubicornis
Chrysocharis pubicornis är en stekelart som först beskrevs av Zetterstedt 1838.  Chrysocharis pubicornis ingår i släktet Chrysocharis och familjen finglanssteklar. Arten är reproducerande i Sverige. Inga underarter finns listade i Catalogue of Life.